# Sturla Ásgeirsson
Sturla Ásgeirsson (Reykjavík, Island, 20. srpnja 1980.) je islandski rukometaš i nacionalni reprezentativac. Igra na poziciji lijevog krila a trenutno nastupa za domaći Valur.

## Karijera
Sturla je rukometnu karijeru započeo u Íþróttafélag Reykjavíkuru da bi 2004. prešao u danski Aarhus. Nakon četiri godine u klubu, Ásgeirsson potpisuje za bundesligaša HSG Düsseldorf kojeg napušta poslije sezone 2009./10. te se vraća u domovinu potpisujući za Valur čiji je i danas član.
Kao nacionalni reprezentativac, Ásgeirsson je bio dio rukometne generacije koja je pod vodstvom izbornika Guðmundura Guðmundssona igrala olimpijsko finale u Pekingu 2008. te bila brončana na europskom prvenstvu 2010.